# هالیوود (فیلم ۲۰۰۲)
«هالیوود» (انگلیسی: Hollywood) فیلمی در ژانر است که در سال ۲۰۰۲ منتشر شد.